# 魏光焘墓
魏光焘墓，位于中国湖南省新邵县，是晚清原陕甘总督、云贵总督、两江总督、闽浙总督魏光焘的墓葬，于2024年被列为湖南省文物保护单位。

## 历史沿革
民国五年（1916年），魏光焘病逝，宣统帝赐谥“威肃”，葬于邵阳县北乡赤水辉山（今新邵县酿溪镇禾树村禾排山）。
文革时期，魏光焘墓遭掘毁。2023年，市县筹措131万余元对墓冢、墓道、华表等进行修缮。
2001年，魏光焘墓被公布为市级文物保护单位。2024年，增补魏光焘墓为湖南省文物保护单位，与魏午庄故居合并为魏午庄故居及墓。

## 墓葬规制
墓区总占地面积30余亩，坐西面东，由墓庐、华表、祭台、墓台等组成，边界有“魏界”碑，区内松树等尤多。墓庐仅存石质门框及房基。华表存一对，高约6米，直径约0.4米，四面八棱，由整块石料制成，顶部有石狮。墓台呈U形，为石砌，四周饰以浮雕，墓围亦以石料筑。封土前立墓碑，墓碑高1.2米，宽0.6米，碑柱及碑额雕盘龙，碑前有香案。封土高1.3米，底径4米。
华表联为：“八省封圻，鸿猷炳耀；千年华表，化鹤归来”，上款刻“魏威肃公午庄老伯大人佳城”，下款刻“知宝庆县事姻世侄朱家缙敬题”。墓碑题“清授光禄大夫魏威肃公墓”，墓联刻“我亦春风曾几度，人非名胜不重游”，下款题“石龙老人题，男肇文书”（石龙老人为魏光焘号，此为其自挽联；肇文为魏光焘三子、民国书法家）。